# اوتنوایلر
اوتنوایلر (به آلمانی: Uttenweiler) یک شهر در آلمان است که در Biberach واقع شده‌است. اوتنوایلر ۳٬۶۳۸ نفر جمعیت دارد.